# 下乌伊洛克
下乌伊洛克，是匈牙利沃什州所辖的一个村，总面积21.02平方公里，总人口585，人口密度27.8人/平方公里（2010年1月1日）。